# Франсуа Жирардон
Франсуа Жирардон (10 березня 1628, Труа — 1 вересня 1715, Париж) — французький скульптор, послідовник класицизму.

## Біографія
Учень Франсуа Анг'є. У 1648—1650 роках завершив свою художню освіту в Римі у Берніні. 1651 року повернувся до Парижа, де здобув прихильність живописця Ш. Лебрена, впливової людини тогочасного французького мистецтва, завдяки протекції Лебрена у Франсуа Жирардона невдовзі з'явилося багато замовлень, які він виконував з великою технічною майстерністю і зовнішньою ефектністю, характерними рисами мистецтва епохи Людовика XIV. Перші його роботи після повернення з Італії були виготовлені для замку Во-ле-Віконт. У 1663—1664 роках Жирардон працював над скульптурною частиною галереї Аполлона в Луврі.
З 1666 року він багато працював у Версалі. Тут були створені скульптурна група «Викрадення Прозерпіни Плутоном» (Колоннада Мансара в парку Королівського палацу, 1677), скульптурна група «Аполлон і німфи» (1666—1673), рельєф водойми «Купання німф» (1675), «Викрадення Персефони» (1677—1699), «Перемога Франції над Іспанією» (1680—1682), скульптура «Зима» (1675—1683) тощо.
Серед найкращих творів скульптора — кінна статуя короля Людовика XIV (1683), що прикрашала Вандомскую площа в Парижі, і була знищена під час Французької революції 1789—1799 років (Бронзова модель в зменшеному вигляді зберігається в Луврі, в Парижі), надгробок кардиналу Рішельє (1675—1694), виконаний за малюнком Лебрена (в церкві Сорбонни, в Парижі), надгробок принцеси Конті (бл. 1672—1675), скульптурна група «Анхіз та Еней» та скульптурні прикраси зали Аполлона в Луврі.

## Вибрані твори

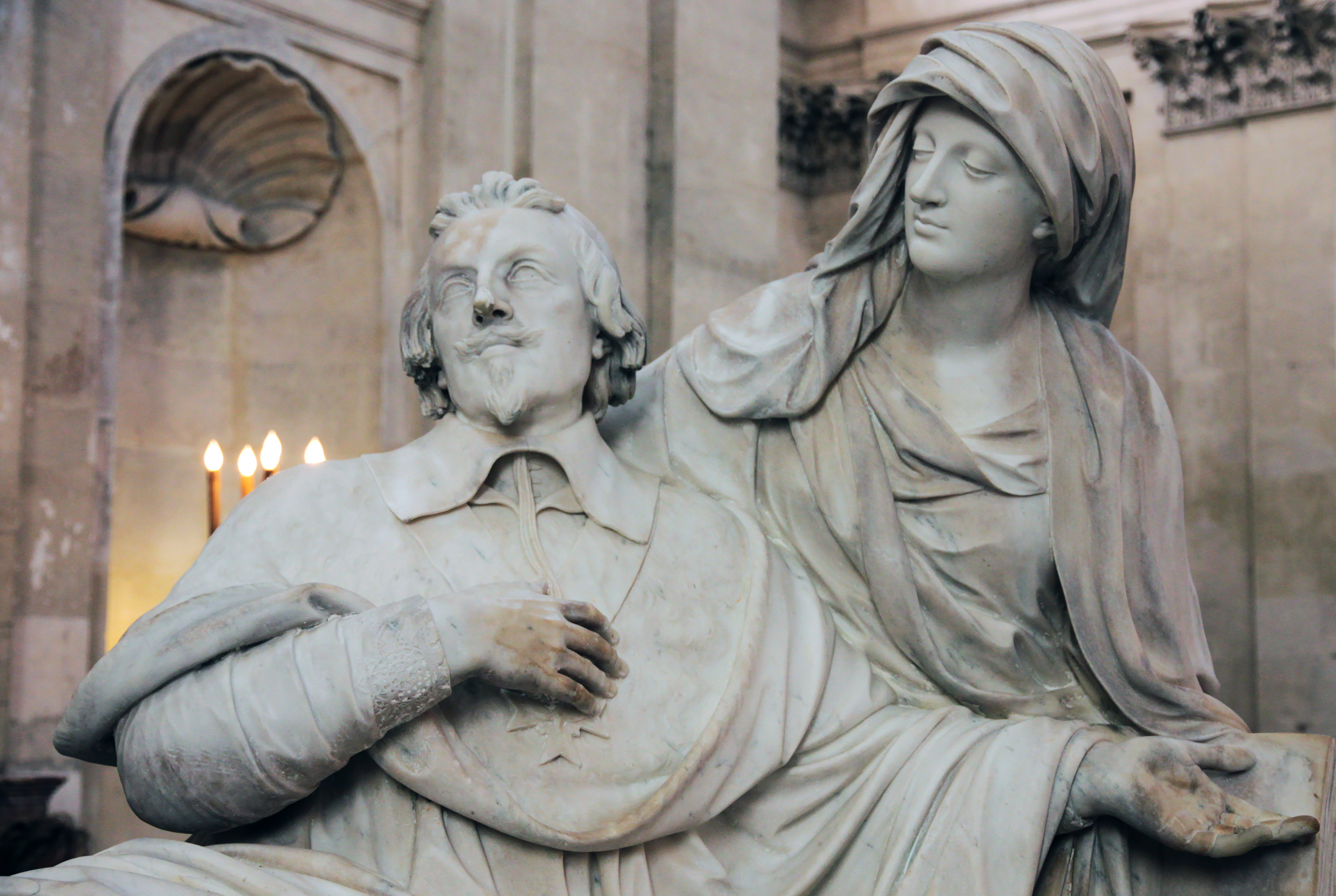
①
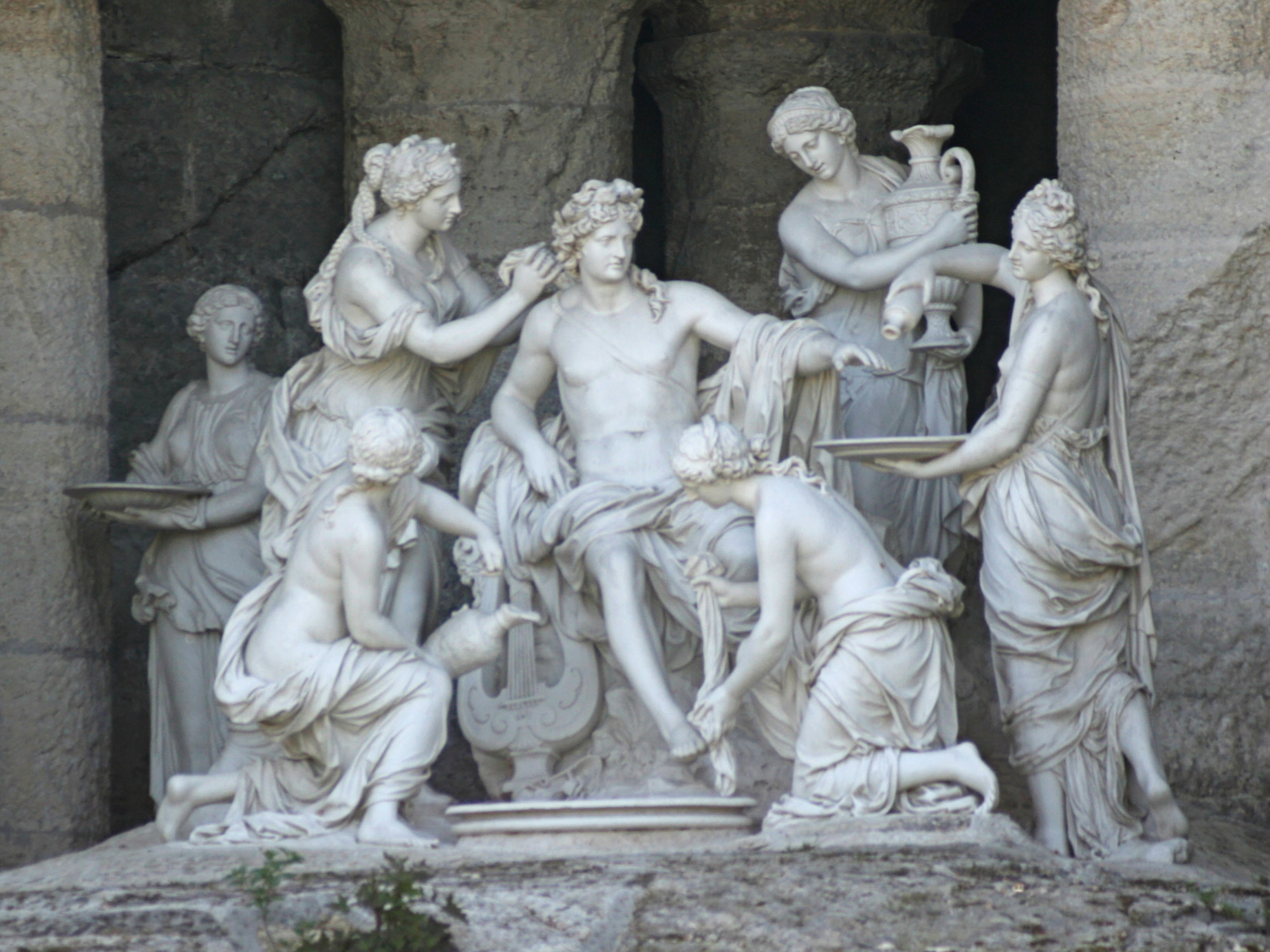
②
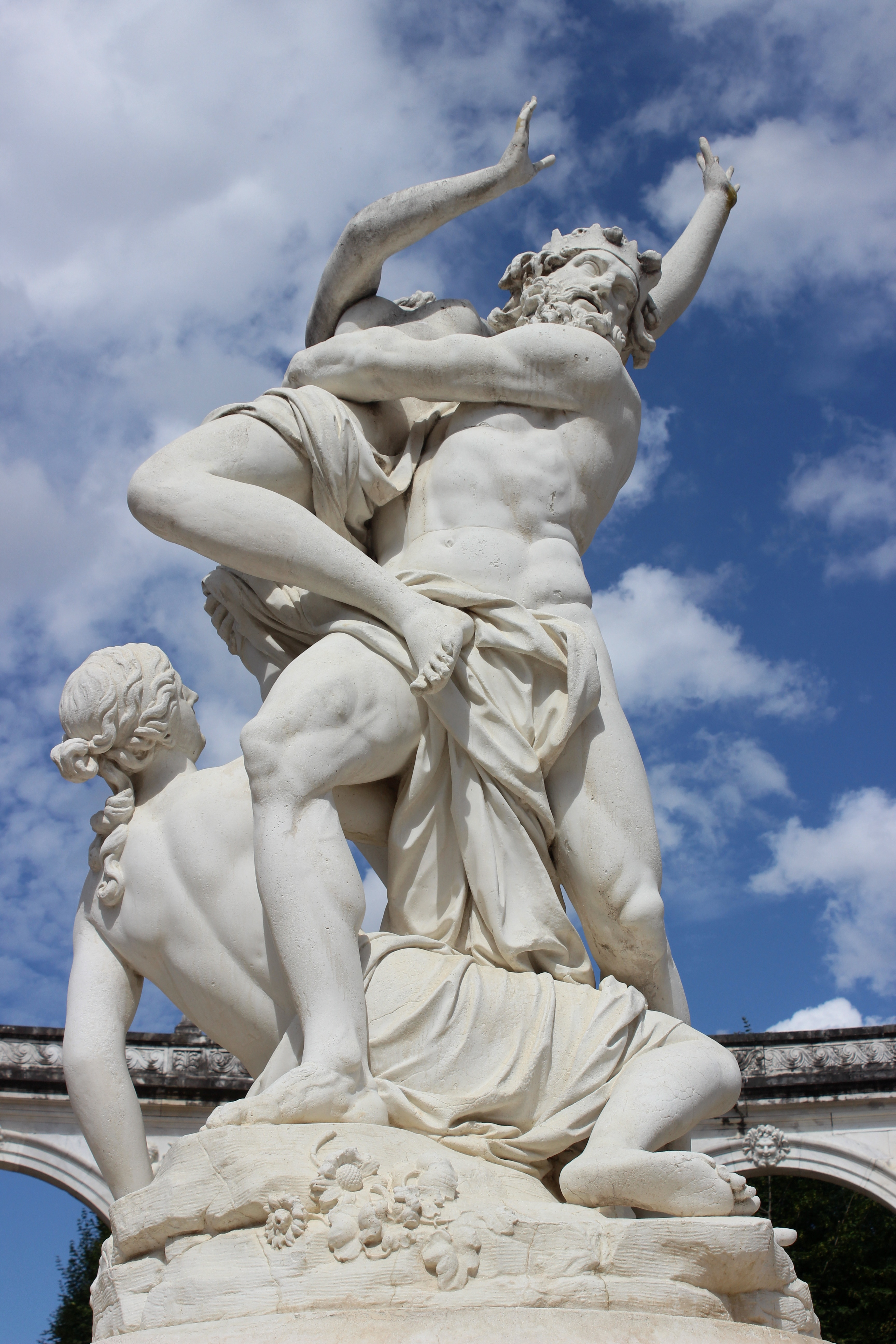
③
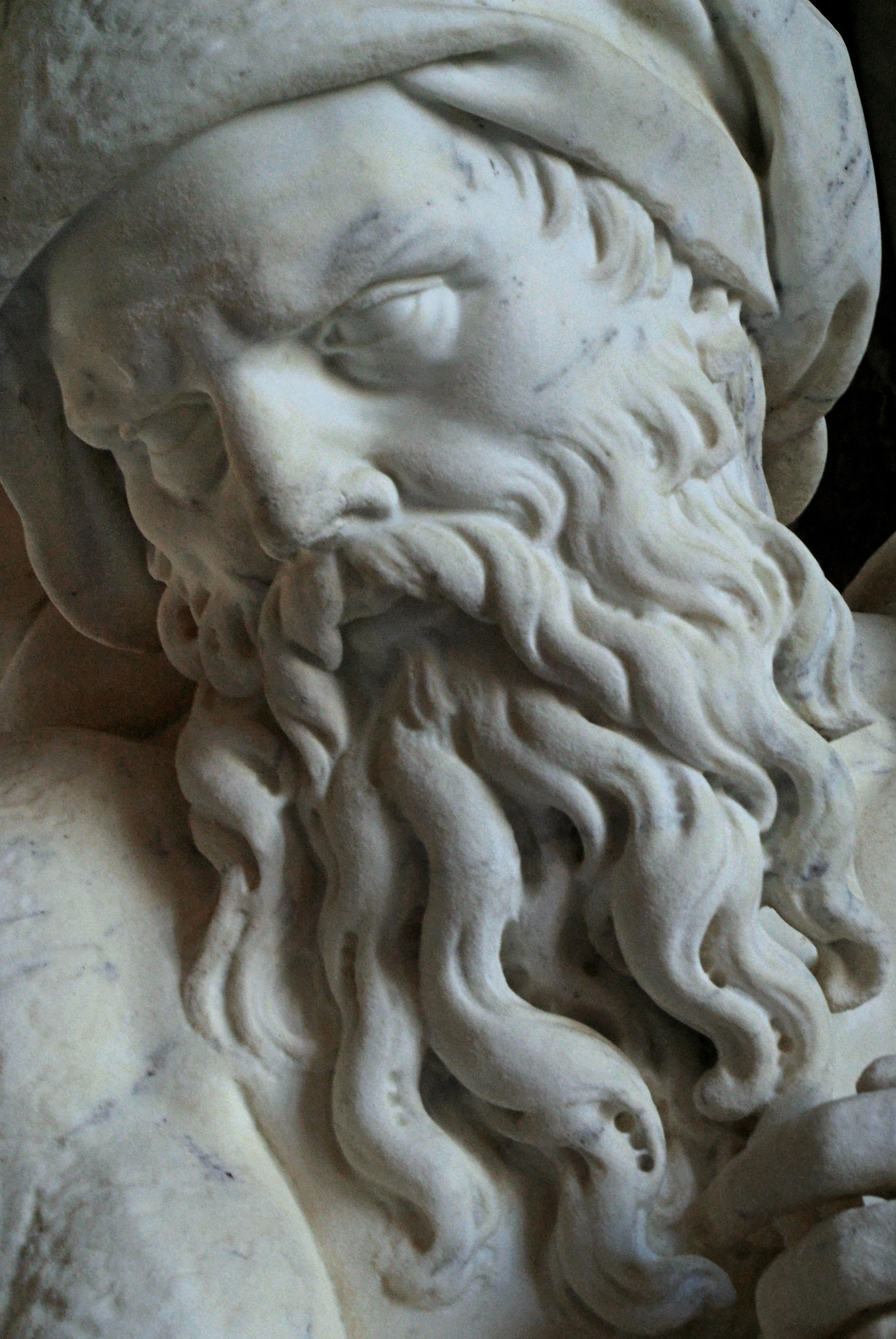
④
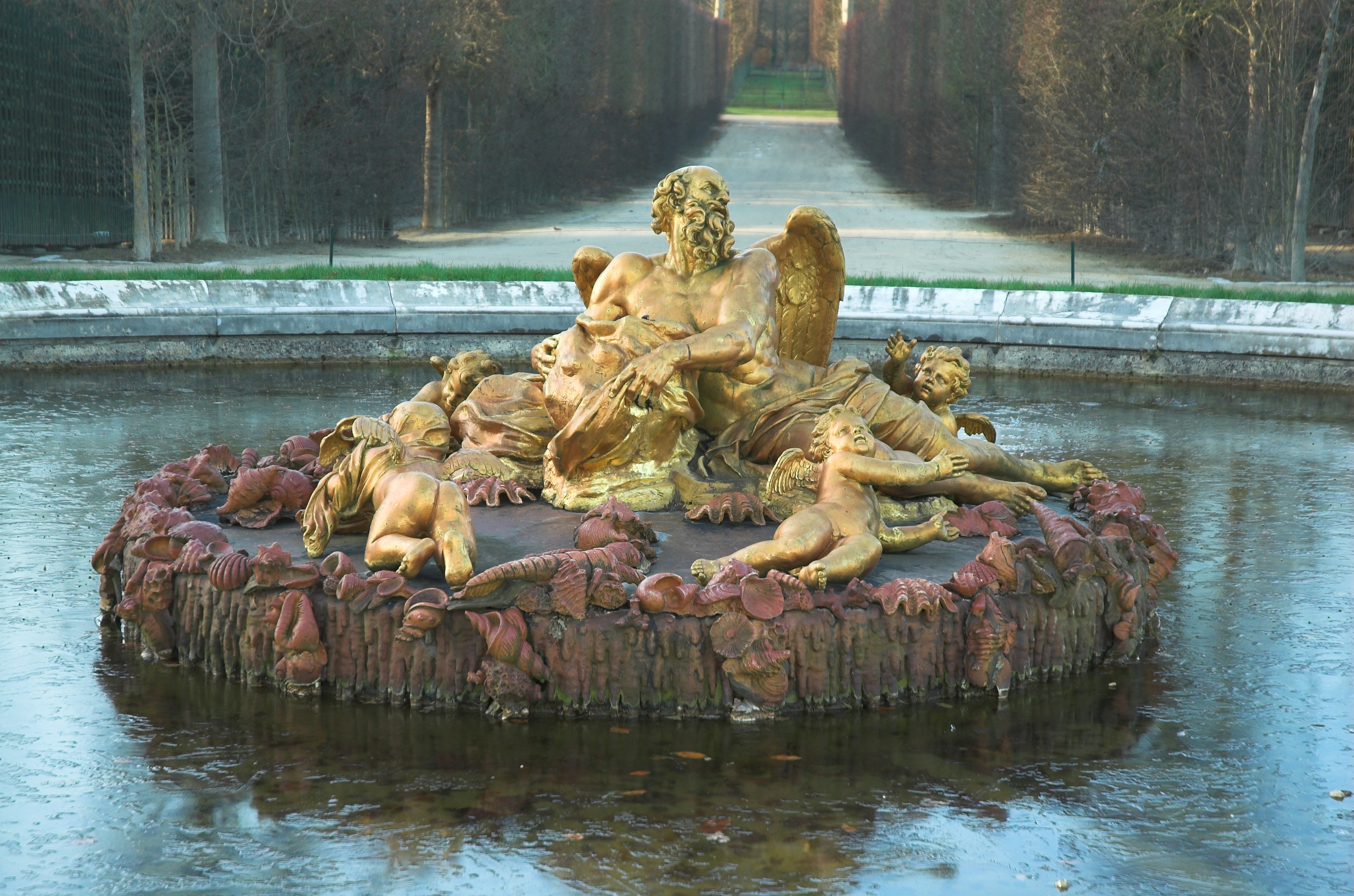
⑤
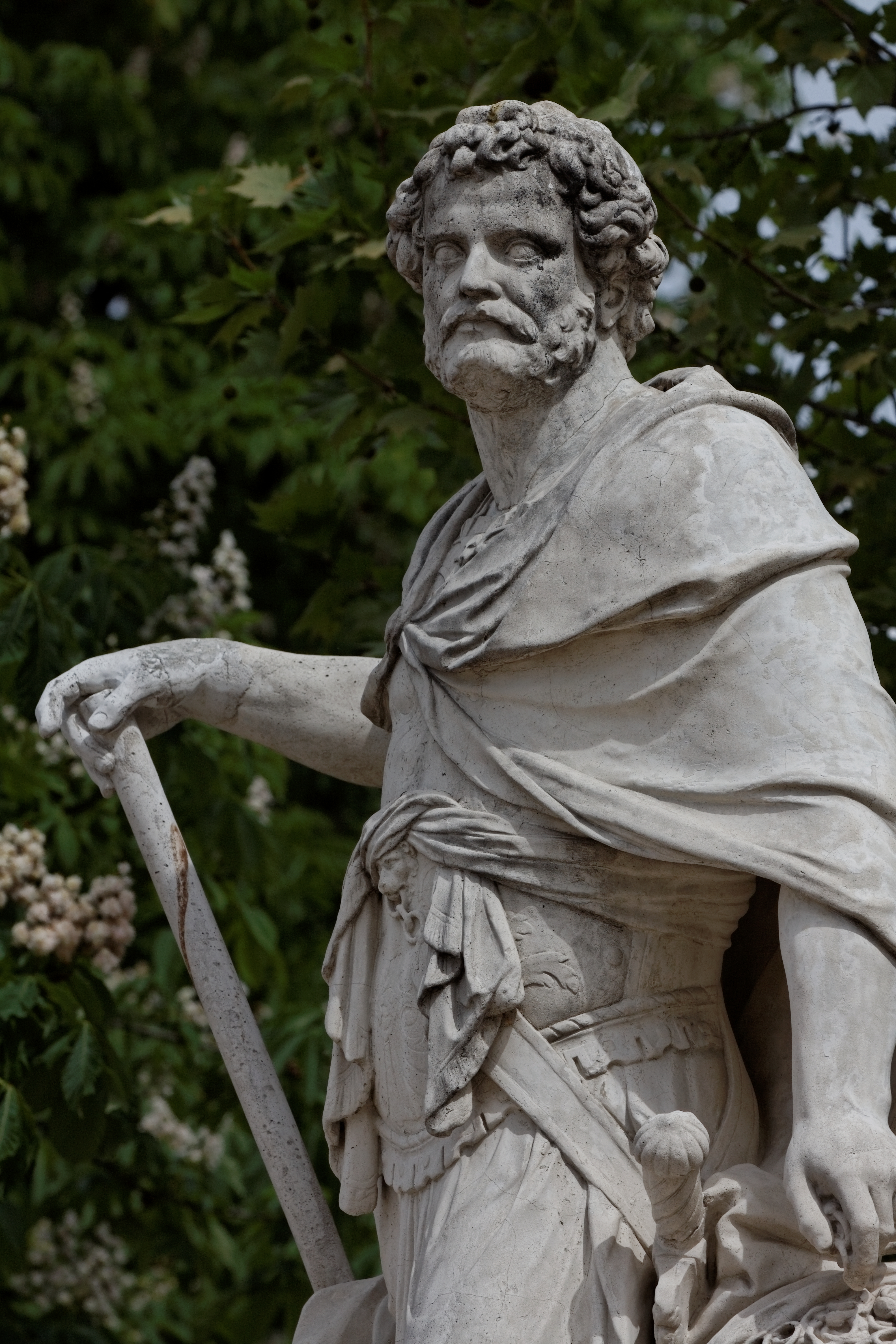
⑥

- ① Надгробок карбинали Рішельє в церкві Сорбонни.
- ② «Аполлон і німфи» у Версалі разом з Тома Реньоденом.
- ③ «Викрадення Прозерпіни Плутоном» у Версалі.
- ④ Зима у вигляді старого чоловіка (Версальський парк).
- ⑤ Фонтан Сатурна (Версальський парк).
- ⑥ Статуя Ганнібала в парку Тюїльрі.